# Шевельков, Владимир Алексеевич
Влади́мир Алексе́евич Шевелько́в (род. 8 мая 1961, Ленинград, СССР) — советский и российский актёр театра и кино, кинорежиссёр, сценарист, продюсер, телеведущий и писатель. Заслуженный деятель искусств Российской Федерации (2018).

## Биография
Родился 8 мая 1961 года в Ленинграде.
Старший брат — Виктор (род. дек. 1957).
Мать — из Моршанска, из многодетной семьи, её старший брат в 19 лет погиб в 1941 году: немецкая авиация разбомбила стоящий на перроне железнодорожный состав, отправляющийся на фронт, бабушка не пережила его смерти, второй брат умер в детстве, и осталось у деда четыре дочери: 13, 11, 9 и 2 лет. С 11 лет мать работала на лесоповале, зарабатывая на всех, приехала в Ленинград и пошла на завод — работала слесарем, в 1957 году оформилась уборщицей в Институт востоковедения, где работала по утрам, а оставшееся время посвящала семье. В конце жизни у неё были проблемы с ногами и со зрением. Мать умерла через 10 дней после смерти отца, о которой так и не узнала. Отец — из деревни Сорочинки Тульской области, старший из троих детей. Отслужил 5 лет в армии авиатехником, устроился на Кировский завод токарем, пройдя трудовой путь от ученика токаря до главного инженера завода. Будучи специалистом в области тракторных двигателей, часто ездил в зарубежные командировки. Перенёс три инсульта.
В 1978—1980 годах Владимир Шевельков учился в Ленинградском электротехническом институте. Параллельно снялся в фильмах «В моей смерти прошу винить Клаву К.» и «Приключения принца Флоризеля», которые принесли ему широкую известность.
В 1980 году поступил на актёрский факультет Всесоюзного государственного института кинематографии (мастерская Евгения Матвеева), который окончил в 1984 году. Будучи студентом, много снимался. С 1984 года – актёр киностудии «Ленфильм».
Роль князя Никиты Оленева в историко-приключенческом фильме «Гардемарины, вперед!» (1987) сделала его любимцем публики. На пике своей популярности перестал сниматься и ушёл из профессии.
Полгода работал в кафе у старшего брата. С 1989 года занимался рекламным бизнесом. Работал арт-директором агентства DA&N в Санкт-Петербурге. Организовал компанию Production Centre, снявшую уже более 300 рекламных работ. Был удостоен наград ММФР за ролики Favorite — «Помни о главном» (1999), фестиваля рекламы в Лондоне за ролик «Самолётик» (1998), «Бочкарёв» (1999).
С 1997 года снимает кинофильмы и телесериалы в качестве режиссёра.
Член Союза кинематографистов России.
С мая 2017 по февраль 2018 года — ведущий программы «Петербургские встречи» на канале Россия-Культура (Санкт-Петербург).

### Политическая позиция
В 2014 году подписал Коллективное обращение деятелей культуры Российской Федерации в поддержку политики президента РФ В. В. Путина на Украине и в Крыму.

## Семья
Жена — Ирина с 1992 года (род. 1970), манекенщица, филолог.
Сын Андрей (род. 1994), юрист, дочь Александра (род. 2003), студентка ВГИКа.

## Фильмография

### Актёр
- 1979 — В моей смерти прошу винить Клаву К. — Серёжа Лавров
- 1979 — Приключения принца Флоризеля — Гарри Хартли
- 1982 — Без видимых причин — Владимир Степанович Ямщиков, командир взвода тюремной охраны
- 1982 — Было у отца три сына — Герка
- 1983 — Признать виновным — Николай Бойко
- 1983 — Хозяйка детского дома — Сергей Петренко
- 1984 — Герой её романа — Роман Бойцов
- 1984 — Дорога к себе — Веня Сидельников
- 1984 — Европейская история — Тони
- 1985 — Большое приключение — Степаныч
- 1985 — Поезд вне расписания — Алексей Нечаев
- 1985 — Как стать счастливым — Слава
- 1986 — Премьера в Сосновке — Костя Сироткин, молодой режиссёр
- 1987 — Восемнадцатилетние — Вацлав Парчевский
- 1987 — Оглашению не подлежит — Милашевский
- 1987 — Гардемарины, вперёд! — князь Никита Оленев
- 1988 — Щенок — Суслик
- 1989 — Поездка в Висбаден — Клюбер
- 1989 — Нечистая сила — милиционер Боря Галкин
- 1990 — Ловкач и Хиппоза — Антон
- 1991 — Вишнёвые ночи — Вячеслав Денисенко, офицер НКВД
- 1991 — Жажда страсти — помощник инспектора
- 1992 — Сердца трёх — молодой миллионер Фрэнсис Морган
- 1992 — Время Икс — лейтенант милиции Шитиков
- 1993 — Убийство в Саншайн-Менор — Филипп Девис
- 1993 — Сердца трёх 2 — Фрэнсис Морган
- 2001 — Русская красавица — Карлайл
- 2004 — 2006 — Опера. Хроники убойного отдела — старший лейтенант Павел Иконников
- 2005 — Любовница — Зотов
- 2006 — Жизнь и смерть Лёньки Пантелеева — судья
- 2007 — Варварины свадьбы — Пётр Артюхов, дядя Вари
- 2007 — Здравствуйте вам! — Андрей
- 2007 — Любовь под надзором — Алексей Демидов
- 2008 — Тринадцать месяцев — Серёжа
- 2008 — Васильевский остров — пассажир в маршрутке
- 2010 — Белый налив — Степан
- 2011 — Бедуин — главный врач гинекологической клиники
- 2014 — Не покидай меня, Любовь — Николай Алексеевич
- 2015 — Письма на стекле. Судьба — Илья Басманов (Басмач), начальник охраны Курганова
- 2016 — Синдром Котара (короткометражный) — врач
- 2019 — Запасной игрок — Алексей Тихонович, тренер
- 2019 — Блудный сын — Павел Алексеевич
- 2020 — Спасская — Владимир Андреевич Халин, полковник юстиции
- 2024 — Столыпин — Шипов

### Режиссёр
- 1997 — Поживём — увидим
- 2004 — Опера. Хроники убойного отдела
- 2007 — Там, где живёт любовь
- 2007 — Любовь под надзором
- 2009 — Стерва
- 2008 — Васильевский остров
- 2010 — Женские мечты о дальних странах
- 2012 — На край света
- 2012 — Станица
- 2014 — Тест на беременность
- 2015 — Рождённая звездой
- 2016 — О чём молчат французы
- 2017 — Тайны следствия (семнадцатый сезон)
- 2019 — Блудный сын
- 2019 — Девичий лес
- 2020 — Спасская

### Сценарист
- 2016 — О чём молчат французы

### Продюсер
- 2016 — О чём молчат французы

## Клипмейкерские работы
- 1994 — «Только ты», Татьяна Буланова;
- 1996 — «Красная помада», Лицей;
- 1996 — «Ясный мой свет», Татьяна Буланова;
- 1997 — «Мой ненаглядный», Татьяна Буланова;
- 1997 — «Вот и солнце село», Татьяна Булановаа;
- 1998 — «Ледяное сердце», Татьяна Буланова;
- 2004 — «Со льдом», Юлия Михальчик

## Награды и номинации
- Ряд наград за съёмку рекламных роликов.
- Фестиваль «Вместе» — приз за лучший актёрский ансамбль («Васильевский остров»);
- Приз за лучший телевизионный фильм на XII Международном кинофестивале в Бердянске («Васильевский остров»)[10];
- Приз имени Сергея Конёнкова: фестиваля «Золотой Феникс» — 2010 в Смоленске («Стерва»);
- XIII Международный фестиваль DetectiveFEST — Главный приз («Женские мечты о дальних странах»)[11];
- Номинация на премию «Золотой орёл» за лучший телесериал («Станица»);
- Заслуженный деятель искусств Российской Федерации (3 мая 2018) — за большой вклад в развитие отечественной культуры и искусства, многолетнюю плодотворную деятельность[12].